# Manassas (album)
Az 1972-es Manassas a Manassas debütáló dupla nagylemeze. Az It Doesn't Matter kislemez a 61. helyig jutott az amerikai listákon. A The Love Gangster-en Bill Wyman, a The Rolling Stones basszusgitárosa is játszik, valamint a dalszerzésben is részt vett.
Az album 1972. április 29-én került fel a Billboard 200 listára, júniusban érte el a 4. helyet. Érdekesség, hogy ekkor a Top 10-ben a korábbi Crosby, Stills, Nash & Young minden tagjának volt lemeze.
Az album szerepel az 1001 lemez, amit hallanod kell, mielőtt meghalsz című könyvben.

## Az album dalai
| 1. | Song of Love                        | Stephen Stills                         | 3:28 |
| 2. | Rock & Roll Crazies Cuban Bluegrass | Stills, Dallas Taylor Stills, Joe Lala | 3:34 |
| 3. | Jet Set (Sigh)                      | Stills                                 | 4:25 |
| 4. | Anyway                              | Stills                                 | 3:21 |
| 5. | Both of Us (Bound to Lose)          | Stills, Chris Hillman                  | 3:00 |

| 1. | Fallen Eagle                  | Stills | 2:03 |
| 2. | Jesus Gave Love Away for Free | Stills | 2:59 |
| 3. | Colorado                      | Stills | 2:50 |
| 4. | So Begins the Task            | Stills | 3:57 |
| 5. | Hide It So Deep               | Stills | 2:44 |
| 6. | Don't Look at My Shadow       | Stills | 2:30 |

| 1. | It Doesn't Matter | Hillman, Rick Roberts, Stills | 2:30 |
| 2. | Johnny's Garden   | Stills                        | 2:45 |
| 3. | Bound to Fall     | Mike Brewer, Tom Mastin       | 1:53 |
| 4. | How Far           | Stills                        | 2:49 |
| 5. | Move Around       | Stills                        | 4:15 |
| 6. | The Love Gangster | Stills, Bill Wyman            | 2:51 |

| 1. | What to Do              | Stills | 4:44 |
| 2. | Right Now               | Stills | 2:58 |
| 3. | The Treasure (Take One) | Stills | 8:03 |
| 4. | Blues Man               | Stills | 4:04 |

## Közreműködők
- Stephen Stills – ének, gitár, slide gitár, zongora, orgona, elektromos zongora, clavinet
- Chris Hillman – ének, gitár, mandolin
- Al Perkins – steel gitár, gitár, ének
- Calvin "Fuzzy" Samuel – basszusgitár
- Paul Harris – billentyűs hangszerek
- Dallas Taylor – dob
- Joe Lala – ütőhangszerek, ének

### További zenészek
- Sydney George – szájharmonika
- Jerry Aiello – zongora, orgona, elektromos zongora, clavinet
- Bill Wyman – basszusgitár
- Roger Bush – akusztikus basszusgitár
- Byron Berline – hegedű

## Fordítás
Ez a szócikk részben vagy egészben a Manassas (album) című angol Wikipédia-szócikk ezen változatának fordításán alapul.  Az eredeti cikk szerkesztőit annak laptörténete sorolja fel. Ez a jelzés csupán a megfogalmazás eredetét és a szerzői jogokat jelzi, nem szolgál a cikkben szereplő információk forrásmegjelöléseként.